# القرن الاسفل (لودر)

تعديل مصدري - تعديل

القرن الاسفل هي إحدى قرى عزلة زارة بمديرية لودر التابعة لمحافظة أبين، بلغ تعداد سكانها 35 نسمة حسب تعداد اليمن لعام 2004.